# 村上啓作
村上 啓作（日語：むらかみ けいさく、1889年（明治22年）6月16日 - 1948年（昭和23年）9月17日）為日本陸軍軍人。最終階級為陸軍中將。

## 經歷
栃木縣出身。農業・村上角次的四男。就讀過陸軍中央幼年學校預科、中央幼年學校本科。1910年5月、陸軍士官學校（22期）畢業。同年12月、任官步兵少尉，擔任近衛步兵第3聯隊付。1916年11月、陸軍大學校（28期）を優等畢業。
歷任陸軍技術審査部付（軍事調査部）、步兵第3連隊付（出差俄羅斯）、駐在俄羅斯、陸大教官、兼参謀本部員、參謀本部員、陸大教官、陸軍省軍務局課員（軍事課）、步兵第34聯隊長、陸軍步兵學校教導隊長、陸軍省兵務課長等職務。二二六事件當時任軍事課長。擔任過陸大教官。1937年8月、進級陸軍少將。
擔任過關東軍司令部付。1939年10月、升陸軍中將。中日戰爭任第39師團長出征。進行枣宜会战。歷任陸軍科學學校長、參謀本部付、總力戰研究所長、陸軍公主嶺學校長、關東軍司令部付等職務。1944年11月、就任第3軍最後的司令官。在延吉迎接終戰。戰後、成為西伯利亞滯留者。1948年9月、伯力戰俘收容所病死。

## 年譜
- 1910年5月28日 - 陸軍士官學校（22期）畢業
- 1916年11月25日 - 陸軍大學校（28期恩賜）畢業
- 1937年8月2日 - 陸軍少將
- 1939年10月2日 - 陸軍中將・第39師團長
- 1944年11月22日 - 第3軍司令官
- 1948年9月17日 - 伯力戰俘收容所病死

## 家族親族
- 妻 村上晴 木越安綱（陸軍中将男爵）的女兒
- 妻舅 木越専八（陸軍少將）・木越二郎（陸軍大佐）

## 著作
- 『戦争要論』　陸軍大学校将校集会所、1915年

復刻版、東京都防衛協会編、1968年。
- 『統帥参考』　陸軍大学校編、1932年

復刻版　『統帥綱領・統帥参考』　防衛教育研究会編、田中書店　1983年。